# Фуллон, Иван Александрович (инженер)
Иван Александрович Фуллон (1793—1855) — генерал-майор, член Совета и Учёного комитета Корпуса горных инженеров, директор Департамента горных и соляных дел.

## Биография
Старший сын горного инженера Александра Андреевича Фуллона родился 23 марта (3 апреля) 1793 года.
В 1808 году начал горную службу губернским секретарем по ведомству Олонецких заводов. В том же году переведен в Канцелярию Государственного казначея в ведомство управления Министерства финансов и произведён сенатским регистратором. В 1809 году переведён в Горный департамент.
В 1810 году вернулся на Олонецкие заводы — бухгалтером Главной конторы.
С 19 июня 1813 года — берг-гешворен 12-го класса, с 22 декабря того же года — гиттенфервалтер 10-го класса, а с 31 декабря 1815 года — маркшейдер 9-го класса.
С 1819 года — управляющий Главной конторой Олонецких, С-Петербургских и Кронштадтского заводов. Обер-гиттенфервалтер 8 класса (1824).
С 1825 года в должности комиссара принимал участие в строительстве Александровского литейного завода в Санкт-Петербурге. Обер-бергмейстер 7-го класса (1828).
В 1832—1834 гг. был помощником начальника Ижорских заводов по хозяйственной и технической частям.
В 1834 году переведён из горного ведомства в Корпус корабельных инженеров Морского ведомства с чином подполковника и через две недели, 23 мая произведён в полковники.
В 1842 году вернулся в горное ведомство с назначением на должность начальника Александровского литейного завода.
С 1844 года в связи с передачей завода в ведомство Главного управления путей сообщения он был зачислен в члены Совета и Учёного комитета Корпуса горных инженеров.
В 1846 году был произведён в генерал-майоры.
В 1849 году назначен директором Департамента горных и соляных дел и служил в этой должности до 1855 года.
Умер 21 июля (2 августа) 1855 года. Был похоронен на Волковском лютеранском кладбище.

## Семья
Жена, во втором браке, Фердинанда Христиановна (лютеранского вероисповедания). Сын — Александр (29.06.1853, Варшава — 18.06.1905).